# Религия в Латвии
Доминирующей религией в Латвии является христианство. Лютеранство ― основная христианская деноминация, преобладающая среди этнических латышей, что обусловлено сильными историческими связями со странами Северной Европы и северной Германией, в то время как католицизм наиболее распространен в восточной Латвии (в области Латгале), в основном по причине польского влияния. Латвийская православная церковь является третьей по величине конфессией в Латвии, приверженцами которой, в свою очередь, является в основном русскоязычное население.

## История
Латвия была одним из последних регионов Европы, где начало распространяться христианство. Жители области, которую сейчас занимает Латвия, изначально практиковали финно-угорское и балтийское язычество, которые постепенно утрачивали свои позиции.
Земли вдоль Даугавы и в восточной Латвии (в частности, княжества Талава, Кукенойсское и Герсикское княжество) попали под влияние правителей из династии Рюриковичей, которые приняли православие еще в X веке. Уступив натиску католических колонизаторов, православие в Латвии утратило влияние вплоть до XVIII века, хотя отдельные православные храмы в городах имелись.
В XII-XIII веках в результате Ливонского крестового похода земли Латвии попали под влияние Римско-католической церкви. Христианские короли Дании и Швеции, а также северогерманские Орден меченосцев, Ливонский и Тевтонский ордена, епископства, учрежденные папой Римским, боролись за влияние в регионе восточной Прибалтики.
Несмотря на христианизацию, местное население в сельской местности сохраняло свои языческие верования на протяжении нескольких веков, а отдельные оплоты язычества сохранялись в Латвии вплоть до XVII века. Наряду с прочими традиционными праздниками, Рождество (Ziemassvētki) и Пасха (Lieldienas) в Латвии всё ещё во многом сохраняют свои языческие корни. Также широко отмечается восходящий к язычеству праздник Līgo - Янов день, 23 июня (день летнего солнцестояния, у славян праздник Ивана Купалы).
Во время Реформации учения лютеранства в северной Германии и Скандинавии полностью изменили религиозную обстановку в стране, и в конечном итоге только область Латгалия осталась католической, что обусловлено её длительным пребыванием в составе Речи Посполитой.
Из-за пропаганды идей атеизма в советской время и общеевропейской тенденции секуляризации, теперь всё большее число латышей утверждают, что они не исповедуют никакой религии.

## Религия в Латвии сегодня
Евангелическо-лютеранская церковь Латвии насчитывает 708 773 верующих.
Римско-католическая церковь в Латвии имеет 430 000 последователей. Исторически сложилось так, что в западной и центральной частях страны жили преимущественно протестанты, а на востоке, особенно в Латгальском регионе ― католики, хотя сегодня они в больших количествах живут в том числе и в Риге и других городах вследствие миграции из Латгалии.
Исторически лютеране составляли большинство в стране, но коммунистический режим ослабил лютеранство гораздо больше, чем католицизм, в результате чего лютеран в республике живёт лишь немногим больше, чем католиков.
Латвийская православная церковь является полуавтономной и насчитывает 370 000 последователей. Православие преобладает среди русского населения.
На 2011 год, иудеев в Латвии было 416 человек.
Насчитывалось также 146 индуистов и там несколько сотен мусульман. Сейчас также существует современное неоязыческое движение Диевтуриба.
Реформатская церковь в Латвии является небольшой деноминацией, которая насчитывает две общины в Риге.
По состоянию на 2011 год, Министерством юстиции Латвии было зарегистрировано 1145 конгрегаций. Это число включает: лютеране (294), католики (250), православные (122), баптисты (94), старообрядцы (69), пятидесятники (52), адвентисты седьмого дня (51), евангелисты (39), новое поколение (18), мусульмане (17), свидетели Иеговы (15), иудеи (13), методисты (12), новоапостольцы (11), Харе Кришна (11), диевтуриба (10), буддисты (4), церковь Иисуса Христа святых последних дней (мормоны) (4) и 18 других конгрегаций.
В 2011 году церкви Латвии предоставили следующие данные о прихожанах Министерству юстиции:
| Верующие                | Число   |
| ----------------------- | ------- |
| Лютеране                | 708 773 |
| Католики                | 500 000 |
| Православные            | 370 000 |
| Баптисты                | 6 930   |
| Старообрядцы            | 34 517  |
| Адвентисты седьмого дня | 4 046   |
| Свидетели Иеговы        | 290     |
| Методисты               | 751     |
| Иудеи                   | 416     |
| Буддисты                | 155     |
| Мусульмане              | 319     |
| Вишнуиты                | 146     |
| Мормоны                 | 852     |
| Пятидесятники           | 3 268   |
| Евангелисты             | 3 171   |
| Новоапостольцы          | 1 268   |
| Диевтури                | 663     |
| Армия Спасения          | 462     |
| Староапостольцы         | 287     |
| Новое Поколение         | 3 020   |
| Аугсбургские лютеране   | 581     |
| Немецкие лютеране       | 308     |
| Реформисты              | 145     |